# 泰緬孤軍
泰緬孤軍，又稱泰北孤軍、滇緬孤軍，泛指因第二次國共內戰期間從1949年到1954年間自雲南省退入緬甸北境的中華民國國軍。現居於泰國北部邊境，與緬甸、寮國交界地帶，今多簡稱「孤軍」。
孤軍早期主力來自李彌率領的第八軍第二三七師及余程萬率領的第二十六軍第九十三師。原本為國軍抗日正規軍、滇桂黔省府軍、滇桂黔省防衛軍、滇桂黔省關隘邊防軍、滇桂黔省警察、滇桂黔省消防部隊等西南地区的武装部队。因為時任雲南省主席的盧漢领导叛變投共，各省、縣、市、鄉、鎮等逃難軍官家屬被迫自雲南、廣西、貴州南部轉進境外的泰国和缅甸。新整编的军队称为雲南反共救國軍，由李彌在曼谷指揮孤軍作戰，籌措軍備。
1953年，李彌在國際壓力下奉令回臺，並擬定天、地兩案。然而虽然明為撤軍，实际上卻仍在當地發展武力，與中共抗爭，與緬軍作戰。3月8日，李彌在中華民國外交部部長葉公超邀宴時中風，急送臺北市中心診所診治，後轉送聯勤陽明山招待所療養。依據李彌計劃，臺北改派柳元麟將軍接任總指揮，繼續留在當地發展游擊武力；但隨即因緬甸政府向聯合國施壓而二度撤軍，剩餘孤軍殘部由李文煥、段希文二位軍長改編成第三軍、第五軍。兩位將軍曾應泰國需要訓練泰軍出征協助掃蕩苗共、泰共，維護泰北安寧。功績更獲得泰王普密蓬頒授徽章、御賜泰國居留權，鞏固孤軍在泰北清萊的美斯乐等地駐足的必要性。
由於早期一部份的將領如李彌後來率領部隊撤往台灣，麾下軍眷接受中華民國政府安排安居於桃園縣平鎮鄉龍岡的忠貞新村；後期歸台的泰緬僑民則多定居於台北的雙和地區一帶。有些軍民被分配置在南投縣清境農場附近農業養殖。另有少數滯於緬北金三角山區從事各式各樣產業。
據孤軍遺老指出，當地軍人及其眷屬總人數仍有七、八萬之譜，並且收容了陸陸續續逃離中國大陸之民眾；至於中泰緬老邊界的華裔人口有多少，有人稱約20萬，實難以估算。目前泰緬僑民相關事宜以內政部移民署、中華救助總會、駐泰國台北經濟文化辦事處和民間自力成立的「泰緬地區華裔難民權益促進會」為交流最密切的窗口；2012年8月28日，反共救國軍其中可考之440名陣亡將士，入祀國民革命忠烈祠。 2023年6月26日中華民國國防部組迎靈小組赴泰北地區辦理祭祀安靈移靈儀式，同年6月30日迎回臺灣即在國民革命忠烈祠舉行「中華民國雲南反共救國軍」（共948名）入祀典禮。

## 起源
第二次国共内战在三大戰役後，中國共產黨已經在中國大陸取得很大軍事優勢。1949年10月1日，中华人民共和国成立。12月9日，李彌和余程萬參加雲南省政府主席盧漢在省政府召開之軍政聯席會議:13。盧漢宣佈投共，但中国西南地区仍有中華民國國軍部隊選擇效忠中華民國。12月12日，李彌答應「反共」，回到第八軍:22-23。李彌馬上要求進攻省府昆明:24。余程萬仍被扣押，第四十四師師長石建中所部進擊到昆明以北，包圍昆明，兩度猛攻後，盧漢於12月14日把余程萬送出昆明:26。余程萬率領第二十六軍向雲南南部撤退:27。盧漢的軍隊包圍第八軍，第八軍在蒙自、建水、石屏一帶佈防，並重修蒙自機場，聯絡國府:27。
1950年1月11日，陳賡指揮中國人民解放軍第38軍從文山方向直進河口，封鎖中越邊界，1月14日中國人民解放軍第13軍主力襲佔蒙自機場，湯堯、曹天戈向石屏、元江退卻:20。解放軍發動滇南战役，意圖殲滅國軍在雲南最後兩支部隊——第八軍（軍長李彌）、第二十六軍（軍長余程萬）。1月14日，李彌和余程萬飛往台灣:28。李彌參加3次最高軍事會議，報告最高長官願意留在雲南，建立基地:28。1月17日，李彌、余程萬和陸軍總司令顧祝同及張群同機飛返第二十六軍防地雲南蒙自，在海南島途中，第二十六軍已有1個團撤到海口，余程萬留下來整頓:29。當晚，李彌通宵召開軍事會議，第二天隨顧祝同和張群飛往西昌:29。1月19日，解放軍第38軍在紅河縣蠻板、宜得地區殲滅國軍第二十六軍主力；1月24日，解放軍第13軍也在紅河東岸追到國軍第八軍；國軍第八軍第二三七師師長孫錦賢命令部下炸毁元江鐵橋，湯堯、曹天戈率領萬餘人被隔在紅河東岸，1月25日全軍覆沒，湯、曹被囚；2月5日，第二三七師、教導師等被圍於圈田街和肖家窩，覆滅在即，孫錦賢準備率部投誠，少將團長李國輝溜出師部回到團部駐地水塘:20-21。
由於受命防守國軍撤退要道元江鐵橋的第八軍170師師長孙进贤投共（詐降），國軍約六萬人在元江被解放軍殲滅。李國輝時為第八軍第二三七師709團長，率領約千人突圍逃出，但最後僅殘存600多人。
1950年1月18日，國軍第二十六軍殘部被解放軍圍於宜得，二七八團得以逃脫；1月25日，團長羅伯剛、副團長譚忠率1,200餘人進入寮國，3天後進至南堆，200餘人相繼病倒；再至孟烏大，第二晚上千土人進攻，損兵百餘人；2月11日橄欖壩渡過瀾滄江，到達景洪:22-23。解放軍向元江包抄，李國輝所部陷入重圍，以損傷200餘人突出重圍，到景洪遇上國軍第二十六軍九十三師二七八團殘部:21-22。2月14日，七〇九團到達車里，兩部合為一股，羅作剛部控制著南嶠機場，堅持返回台灣；李國輝部控制著勐混、勐海，收羅地霸武裝:23。國軍電台因零件損壞，一時不能發報；2月15日解放軍到達勐混:24。2月16日，羅伯剛、譚忠從洛三勐、板角附近遁入緬甸；2月17日，李國輝率餘部逃向打洛，2月19日突圍逃入緬甸，僅600餘人:26。
1950年3月，李國輝團長的600多人自雲南、廣西、貴州南部退至緬甸境內，在孟棒與第二十六軍第九十三師第二七八團副團長譚忠的部隊約800多人會合，共約1,500人，這是孤軍最早的起源。原計畫是通過中南半島北邊的叢林至泰國回台灣，但是與台灣取得聯絡後，發現計畫難以執行而取消。5月，雙方部隊改編後名為「中華民國復興部隊」，人數已增至3000多人，李國輝、譚忠分別擔任總指揮、副總指輝。時第二綏靖區（王耀武）參謀長錢伯英、高級參謀長邱耀東、第七十三師長王敬箴、山東田糧處處長鄭希再，及陳誠親信李則芬、中國國民黨雲南省黨部主任委員裴存藩，都參加李彌游擊隊。
以下是出現過的番號：
- 第8軍
- 第26軍
- 第41師
- 第42師
- 第44師
- 第93師
- 第73師
- 第103師
- 第169師
- 第170師
- 第237師
- 新編第3師
- 榮譽第1師

此外還有各地機場警衛軍、滇桂黔三省的邊防軍、省府軍、抗日正規軍綏靖防衛軍等。

## 滞留緬甸，擊敗緬甸國防軍
緬甸政府最初對孤軍不以為意，但在派官員了解孤軍實際情形後，1950年3月13日，缅甸国防军總參謀長吳奈溫在景棟舉行記者會，表示緬軍會解除孤軍武裝，防止中國的反共武力從緬甸獲得軍火。緬軍指揮官要求孤軍於4月30日前撤出緬甸，李國輝不予理會。5月7日，孤軍在大其力收到台灣回電：「兩電均悉。李將軍、譚將軍忠於黨國，矢志不貳，實為我革命軍人之楷模。望馭率部屬，克盡職守，以拯國運。」:16-17緬軍在景棟實施戒嚴，準備軍事行動。雙方在6月3日舉行談判，結果緬軍拘禁兩位孤軍談判代表丁作韶、马鼎臣，緬軍於6月8日向李國輝發出最後通牒，如果不立即撤出緬甸，將使用武力，並拘禁景棟的1,700名華裔居民，以免他們協助孤軍。李國輝要求緬方釋放孤軍談判代表及華裔居民，緬軍不要進入大其力。雙方談判破裂:17-20。6月18日，緬軍開始「金三角作戰」圍剿滯緬孤軍；譚忠部被圍於孟研地區，李國輝部被緬軍趕得一路向西；李國輝把七〇九團主力帶入泰國境內，在馬幫頭頭馬守一處獲得部分彈藥後，率隊從泰境側擊緬軍，俘緬軍600餘人，又率部前去解救譚忠:38-39。6月至8月間，緬甸國防軍以空軍與砲兵支援地面兩萬兵力攻擊孟果、大其力的孤軍，被李國輝率部擊退，緬軍1,500人陣亡，3,000餘人受傷，孤軍408人陣亡，602人受傷。孤軍大敗緬甸國防軍的消息引起東南亞各國媒體重視，《曼谷日報》、新加坡《聯合早報》等各大媒體刊登《國民黨殘軍大敗緬甸國防軍》、《李國輝將軍是個戰神》、《殘軍的敢死隊全殲緬軍炮團》等報導，也引起蔣中正的重視。到1950年底，滯緬孤軍已發展到1萬餘人:46-47。

## 「雲南反共救國軍」時期
雲南反共救國軍主要在緬、寮邊境活動範圍，為重新整編各處失散的部隊，在猛撒興建機場，建立雲南省反共抗俄大學。這支軍隊在緬甸境內活動引起緬甸輿論反對，逐漸變成緬甸與反共救國軍的戰爭。反共救國軍曾協助寮王國國王與寮國共產黨作戰。1950年韓戰爆發，為紓解朝鮮半島軍事壓力，美國傳來合作意願，並欲吸收該部為「自由中國運動」「第三勢力」的一環，杜魯門總統通過「白紙方案」（Operation Paper），中央情報局1951年2月起經由曼谷「東南亞國防用品公司」Overseas Southeast Asia Supply Corporation（SEA Supply）提供武器，由陳納德民航空運公司空運（最初空投，後來使用新建的猛撒機場）給孤軍。
1951年春，孤軍成為直屬國防部的「云南人民反共救國軍」，轄兩個師，李彌擔任總指揮官，呂國銓（廣西容縣人，黃埔二期畢業，曾任第九十三師師長）少將擔任副總指揮；原709團改編為第一九三師，擢升李國輝將軍為師長；原二七八團改編為第九十三師，彭程任師長，譚忠任副師長:47。

### 反攻雲南
孤軍於1951年2月中旬至3月下旬開始進行整編裝備、籌劃補給、招募人力。3月下旬至4月下旬進行密集軍事訓練。
孤軍於1951年5至7月正式反攻雲南，先攻克滄源、耿馬、後攻下瀾滄、雙江等14個縣市鄉，並且在滄源建立國民政府雲南人民反共救國軍軍事指揮所。
6月上旬中国人民解放军大舉進駐昆明、大理、楚雄，之後解放軍以絕對優勢兵力進行反攻。
6月中旬孤軍主力在瀾滄被解放軍徹底擊潰，孤軍殘部分別先後退守耿馬、雙江等據點。6月下旬耿馬、雙江先後被解放軍反攻，其餘孤軍殘部最後退守滄源軍事指揮所。
7月上旬孤軍在滄源軍事指揮所被解放軍大舉圍攻，孤軍擊退第一波解放軍，由於孤軍傷亡慘重，後勤補給不濟，人力缺乏而難以再固守據點，在戰略考量下，孤軍並於二日後全體撤出滄源。在解放軍以強大的優勢兵力追擊進攻下，孤軍無力再反攻雲南，於7月中旬孤軍全部撤出雲南。

### 第一次撤退
1953年3月到4月，緬軍出動7,000餘人在中共的協助下攻擊孤軍總部等地，遭孤軍擊退。同年緬甸與蘇聯在聯合國控告中華民國「入侵」，聯合國大會通過決議，要求孤軍放下武器，退出緬甸。中、美、泰、緬舉行四國會議讓孤軍撤回臺灣。後來蔣中正遭受國際輿論壓力，表明將該部隊解散撤回臺灣。
1953年3月8日，李彌在外交部長葉公超的邀宴時中風，造成說話困難:40。5月14日，李彌派柳元麟為孤軍代總指揮:48。
孤軍第一次撤退來臺分成三批：第一批（1953年11月7日至12月8日）2,260人；第二批（1954年2月14日至3月21日）3,475人；第三批（1954年5月1日至5月9日）820人。加上其他人員，第一次撤退總人數是6,986人。
1954年5月30日，李彌將軍宣布解散雲南省反共救國軍，然而仍有6,000名孤軍留在緬甸，這6,000名留緬孤軍被改編為「雲南人民反共志願軍」。

## 「雲南人民反共志願軍」時期
第一次撤退後，1954年中華民國政府將原雲南反共救國軍未撤退部隊中較精良的人員重新整編為「雲南人民反共志願軍」，以志願軍名號繼續滯留在佤山區域反共作戰，以表示與中華民國政府無關。

### 組織
孤軍改編為五個軍，1954年10月1日，國防部參謀總長彭孟緝派柳元麟少將出任雲南人民反共志願軍總指揮:98。
「雲南人民反共志願軍」總部：
- 總指揮柳元麟
- 副總指揮彭程、段希文、王少才、曹正元、夏超、夏季屏（1961.1-）
- 參謀長馬俊國—和榮先—羅漢清
- 副參謀長吳伯介—辛中科—李鑄靈
- 第一軍，軍長呂維英（呂人豪）—吳運煖
- 第二軍，軍長甫景雲—吳祖伯
- 第三軍，軍長李文煥
- 第四軍，軍長張偉成
- 第五軍，軍長段希文

志願軍總部原設在賴朗。1955年1月，緬軍發動了「楊芝昂」攻勢，志願軍稱為「緬東基地保衛戰」。5月25日，緬東基地保衛戰結束，志願軍擊敗緬軍，總部及五軍由賴朗遷往老羅寨:103。1956年6月2日，志願軍總部遷往蕩俄（老羅寨）:107。1957年1月16日，總部遷往江拉。:108。

### 第二次撤退
1960年中緬簽署邊界條約後，在解放軍與緬軍聯合進攻下，孤軍撤出緬甸。江拉之戰失利，志願軍撤出緬甸。美援武器曝光導致美國對中華民國態度轉變，蔣中正面對國際輿論壓力，不得不表態將中華民國軍隊撤出緬甸，遂於1961年撤消了雲南人民反共志願軍部隊番號，將志願軍撤往臺灣。聯合國經泰國同意，安排孤軍到泰緬邊境的金三角和清萊美斯樂，一部份分三批52個梯次撤回台灣；另一部份在屬荒山野嶺的邊陲地帶。
1961年3月17日至4月30日止第二次撤退，其中第一、二、四軍4,406人撤到台灣:8。
在泰國，孤軍收到運自台灣的新式美製武器，重整成一支精銳部隊。據遺老回憶及總統府公開之相片佐證，1953年7月，蔣中正曾遣蔣經國前往巡視，可見其所重視之程度。蔣中正指示「擇佳機，圖反攻」，自願接受「明撤暗留」指令的志願軍人，後來都能在當地收到從台灣運來的軍需物資。但是為避免困擾泰國，反攻上仍須途經緬甸境內，緬軍與中国人民解放军以眾擊寡的圍剿仍舊不斷，聯合國再次介入調停。由於孤軍多數都是雲南人，思鄉情濃，依然遵照「明撤暗留」指令。不同的是這一次形同向國際宣告，「當地軍人」不再有任何行動，以後與中華民國政府無關。

## 「泰北孤軍」時期
第二次撤退時，沒有撤離的第三、第五軍曾作為僱傭軍，協助寮國政府軍圍剿巴特寮。1962年7月23日，14國於日內瓦簽訂關於寮國中立的宣言的議定書，規定外國軍方人員必須撤出寮國。後來，第三、第五軍留在泰緬邊境，成為泰北孤軍，統轄權歸於泰國政府，泰方稱之為「國民黨中國軍隊難民」，第三、五軍後來為泰國政府收編，協助泰國政府清剿泰共。第三軍最後駐地在唐窩、第五軍最後駐地在美斯樂。
因生存需要，應泰國軍方要求，孤軍主將段希文、副將李文煥、參謀長雷雨田與內部決議，出面協助遠征泰國政府非常頭疼又久攻不下的苗共和泰共。經孤軍多番血戰，最後完全將之平定，孤軍死傷過半。消息傳至曼谷，對泰國政府言之，乃天大喜訊，孤軍用生命換取勝利的奮鬥精神感動泰王蒲美蓬，主動邀請孤軍將領踏上曼谷之路，御賜公民權和居留權，由此確定孤軍在泰北以傭軍形式長久駐留之必要。在頒授典禮上，段希文向泰王蒲美蓬跪下領受，感激其願意收容孤苦無依的難民軍。
由於泰國人仍難以充分信任這批外籍軍人，在泰國反對黨要求下，生活圈完全侷限於泰國北部，子弟被要求不可以赴泰國一般鄉鎮或城市求職，僅允留住當地。起初約20年時間，這批客寄在泰緬邊境的荒野的國軍，生活形式猶如難民。至1982年，始經柏楊親訪，方披露了孤軍在當地過著沒水沒電的生活，引發香港和台灣的救濟風潮，孤軍的生活型態和子弟的教育方有所改善。
根據汪詠黛受託於柏楊而執筆所著之《重返異域》（2007年2月出版）提及：繼段希文將軍之後為孤軍領袖的雷雨田將軍，為了美化當地荒涼的景色，派人廣植櫻花樹，發展農業，改善了往日難民村的面貌。多年後，每逢春天，美斯樂、滿星疊一帶由於櫻花盛開而成為泰北最熱門的賞櫻勝地。即使當地的觀光資源不若曼谷、芭達雅，就以清潔、衛生、舒適而論，當地生活水準堪屬小康。

## 泰北孤軍後裔

### 在泰國
局勢安定後，許多自緬甸撣邦、克欽邦撤出，參與掃蕩泰國境內苗共、泰共等叛亂團體的泰緬孤軍第一代已逐漸去世。如雷雨田將軍便是段希文將軍辭世後而繼任的當地領袖。多數自局勢較為穩定後所出生的孤軍第二代，多接受中華民國傳統教育，追認中華民國中央政府所在地之台灣為祖國，因此情感上對台灣前來的人員多抱有親切感；而自台灣前去泰北清萊一帶的相關官員和民間團體，亦由於知此歷史因素，對孤軍後裔始終懷抱歉意、同理心和親切感，從而拉近了交流上的情誼。例如1982年自台灣前往泰北探視的5位立法委員，親見與生活變得富裕的台灣對比，孤軍所駐守的美斯樂猶如難民營；在歡迎會上，立委因內疚激動而紛紛泣不成聲，當中的葛雨琴女士回台後便投入泰北救援工作多年。
孤軍部分因協助泰國政府掃盪泰共而獲得泰國居留權，而其餘無力作戰的老兵只能獲得泰國的難民證，目前第三代仍以難民的身份居住在泰北，生活辛苦卻無法獲得協助。惟泰北地區幅員廣大，目前相關資料仍需有心人士參與提供並編輯，如此泰北人民的生活型態及資訊方能更全面且多元。
孤軍自第三代起，一部份於泰北落地生根，生活型態接近小康。
由於在泰國及緬甸政府未予於泰緬境內出生的孤軍後裔擁有一般身份之下，除了語言和生活習慣與當地人民一般，卻由於形同僅持居留權，發展受限於泰北山區，要如一般華裔泰國人般地完全融入泰國主流社會仍有著看不見的阻礙，因此用功唸書『回台灣』深造發展是子弟最穩當的坦途之一，父母遂對此多抱以全力支持。
在香港、泰國、台灣和當地居民的捐款下，位於美斯樂的泰北義民文史館于2004年2月20日落成，成為泰北孤軍子弟的新精神堡壘與旅遊景點。

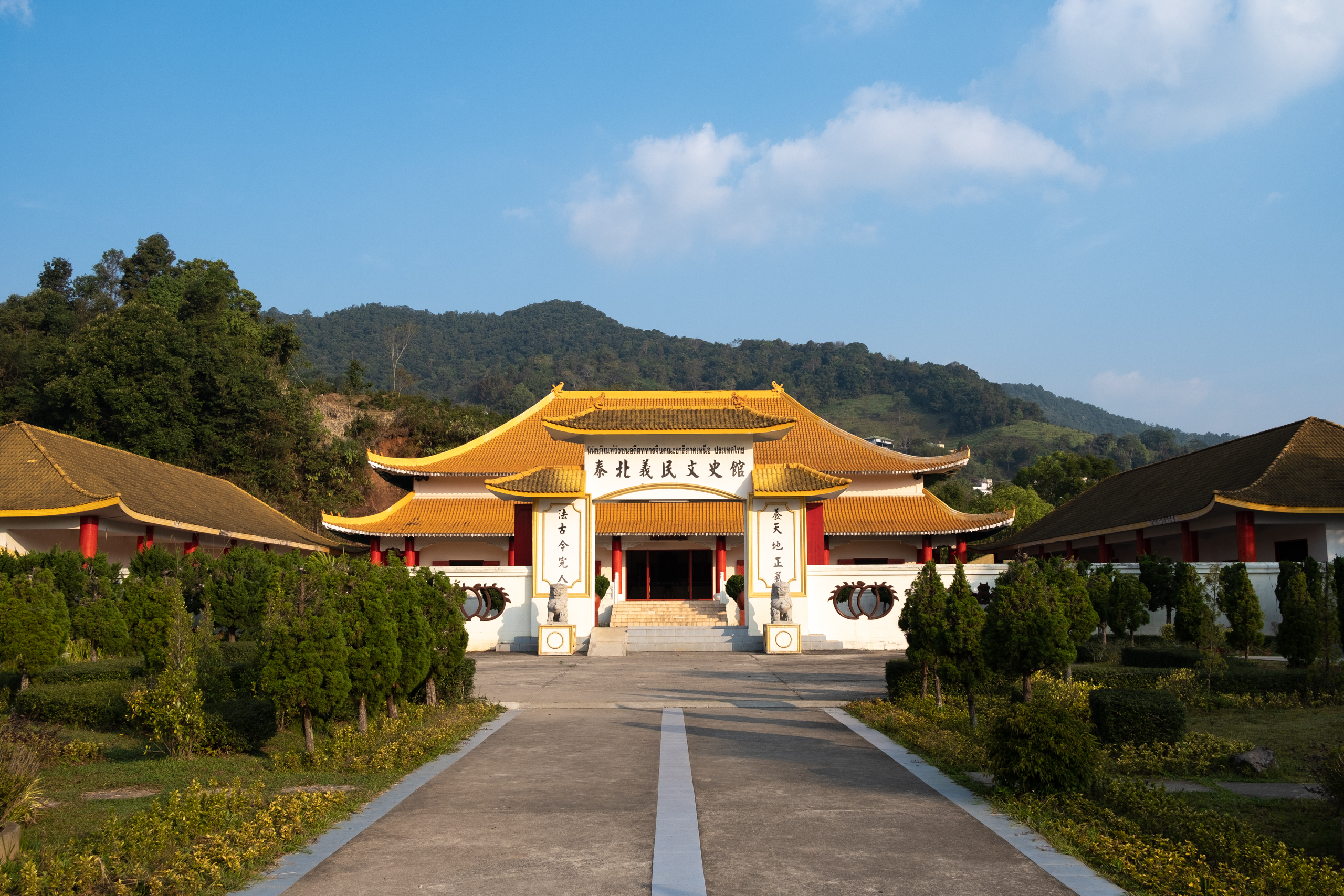
位於泰國清萊府美斯樂的中華民國泰緬孤軍紀念館

### 在臺灣
緬甸或泰國地區無國籍孤軍後裔如果想返台深造，皆須高價購買假護照方能從泰國出境而入境台灣。早期僑生若以無國籍護照來台，入境後官方都會發給身分證。惟後來政府修改國籍法，學生除非是依親或結婚，否則畢業仍須離境。由於孤軍第一代從前所持之中華民國軍籍證明皆因戰時為生存需要而全面焚毀，故情感上皆以為中華民國教育部和僑務委員會赴泰北招考大學時已理解此情，所以子弟一旦回到中華民國自由地區，理當可以順利求學生活並得到政府的保護，居住五年以上可獲一般國民身份，並得以安定工作生活或畢業後順利返泰緬且協助提高升學品質；然而，由於內政部所存資料，全然未包括於身在泰緬、效忠中華民國之同胞，因此後裔來台後，完全無從提出自己父祖輩為中華民國公民之證明，曾長期面臨異常難堪的處境。但是僑生多數不願本身苦況給遠在泰北的父老知道原委，多未透露實情，導致更多的子弟回台就讀大學。由於柏楊戰爭小說《異域》問世，世人方知泰緬邊境北方有中華民國僑胞；每每有泰緬僑民的相關報導出現，即引發社會高度同情，並責難政府未善盡保護國民之道。
僑生返台多年之後，因未持有中華民國身分證，故無法順利經一般管道在台求職（當初返台亦無泰國或緬甸正式護照），最後形同在台灣非法居留，返泰亦有問題。中華民國立法院與內政部移民署曾一度回溯孤軍悲壯史及保家衛國之貢獻，經酌情協商，予1999年5月21日以前持偽造或變造護照「回台灣」讀書之第一批「泰緬地區無國籍學生」取得中華民國公民身分，並保證子弟所有權益，包括循一般管道在台求職所應享之勞保，及全民健康保險、國內各級選舉等公權同於一般國民。惟內政部和立法院皆或有誠意但未認真地徹底解決此種問題；時常一次又一次地經過媒體公諸於世，繼而引起社會關注以後，方被動地出面解釋「於法無據」或「需要修改相關條例」。
因上述原因，使1999年5月21日以後入境之泰緬僑生再遭逢同一困窘。2007年11月12日，立法委員趙永清、柯俊雄曾與泰緬學生代表會談並決議：一、情同第一批所曾面臨之難處，經立法委員協助，已被送往收容之「泰緬地區無國籍學生」當先解救出來；二、出面坦承逾期居留的學生不會被送往收容；三、委員將提案送至立法院審議，以免同樣情況一再重演。
因此目前在台仍屬逾期居留之第二批泰緬僑生，暫時獲得不會被收容的保證，但是在趙、柯兩位立委及曾經從旁協助的賴幸媛委員皆不在任上之後，對照今立法院案件審查速度異常遲緩的同時，僑生所企望的徹底解決辦法尚在拖延之中。
2008年7月3日，面臨求助無門的孤軍四百餘名子弟前往中正紀念堂前之廣場集結公開哭訴，齊唱《亞細亞的孤兒》，引發社會大眾矚目同情。內政部長廖了以當夜出面承諾，將由內政部修訂相關法規，再由立法院於下一會期通過，方可成全1999年5月21日以後入境之孤軍子弟取得中華民國身份證並享有一般國民權益。現場學生見廖部長確實同情且有解決僑生難題的誠意，於是宣告散會。
2008年7月12日，中華民國內政部公告，只要是在1999年5月21日至2007年12月26日期間經僑務委員會、中華民國教育部招生列冊在案的泰緬學生，除（涉）犯行使偽造、變造護照或冒用他人身分入境之罪刑外，本身「沒有在最近5年內因犯罪而被判處有期徒刑以上之刑」的學生們，一定要在2008年的7月15日及16日親自前往中華民國臺北縣中和市公所登記申請「外僑登記證」。然後內政部的入出國及移民署就會派遣人員將此集中為專案一併受理；並表示一旦申請人經過核可，就會核發一年效期臨時外僑登記證，解決其在台居留問題。
2008年7月15日計有386名泰緬孤軍在臺子弟已經申請了「外僑登記證」，並可獲得政府身份特赦。內政部預估尚有400名以上的子弟將於7月16日前往申請。移民署再度表示：只要出面坦誠是持假護照回台灣，且無因犯罪而被處以有期徒刑以上的子弟，於7月15日及16日持應備文件即允辦理登記，取得內政部所核發的1年效期的臨時居留證（詳情請務必參照中華民國內政部網站）。持證人日前身份明朗化以後，雖然僑生們尚未得以合法工作，但已首先解決子弟們的居留問題；毋庸再閃避警察。內政部廖了以部長並當場鼓勵學生：『做個正當的公民！』並承諾將為學生們再努力。部長廖了以表示：儘管要全然達到泰緬僑生的期望尚費諸多時日，然而針對工作權、全民健保和1年後居留權事宜，內政部移民署定將再跨部會仔細協商，並呈請立法院於下一期的院會上一一解決有關泰緬僑民合法工作及加入全民健康保險等一般權益問題。
2008年7月16日有491名泰緬僑生申請「外僑登記證」，預定3個工作天之後，申請人即可前往領證。
2008年7月20日內政部公佈，共核發873張外僑證，尚有4張申請人因事故未能即時領取。移民署表示，已主動聯絡，且不會影響其權益。另外，已根據這次受理的申請案件，分析其原委及僑生未能返泰緬的因素，將於1個月內提出處理方案及入出國及移民法修正草案，請內政部召開跨部會會議，整合成具體可行之政策建議，上陳行政院支持。
2008年7月31日，為深入協助無國籍學生暨僑民的歷史困擾，中華民國內政部再公佈「台灣地區無戶籍國民申請入國定居許可辦法」（詳情請務必參照中華民國內政部入出國及移民署網站）。
2008年8月14日，中華民國內政部為解決前述因教育部、僑委會前往泰國北部招募僑生而衍生之問題，已邀集教育部、僑委會、外交部、勞委會、法務部及健保局共同研議後，最終決定通過修正〈入出國及移民法第16條〉，提供泰緬學生最適切的解決方案，並將函請立法院修法。
2009年1月8日，立法院經朝野協商，同意通過「入出國及移民法第16條」修正案，予自1999年5月21日至2008年12月31日期間入國之泰緬孤軍後人，連同1999年5月21日至2008年8月1日期間入國之藏民於2009年2月13日將取得居留證，未來孤軍子弟將同時享有合法工作權及勞健保等一切權益，3年後可正式取得中華民國國民身分證；藏民則時間倉促，雖確實經蒙藏委員會取得居留證，猶需立法院進一步修法藏人方可取得工作權。
2009年1月12日，經朝野多方關注與督促，立法院三讀通過修正「入出國及移民法第16條條文」，孤軍子弟與藏民由此正式取得合法居留身分。
2009年5月17日和9月5日以來，復傳多名孤軍後裔因生計而打零時工，惟遭遇部份雇主及交通意外肇事者藉故刁難而受委屈，繼因「身份認定」等情由之延擱而使生活再陷困境；目前相關事宜以中華民國國防部為此身份認定之主管官署，促民間團體為此再次奔走、請求政府放寬標準予可證明親人為中華民國國民惟非直系親屬者，使僑生免再因「身份特殊」磨難。
2009年10月2日，為合外籍人士（包括外籍配偶與無國籍人士）辦理入中華民國籍的需要，自10月2日起至10月15日，持「外僑居留證」或「外僑永久居留證」、2吋彩色照片1張、測試費500元，前往台北市市內任一戶政所申請，或以郵寄方式申請報名皆宜。民政局將於11月15日辦理「新移民歸化測試」。據指出，最新測試題庫可至內政部戶政司為民服務公用資料庫網站之公告欄或臺北市新移民會館網站下載。

## 後續

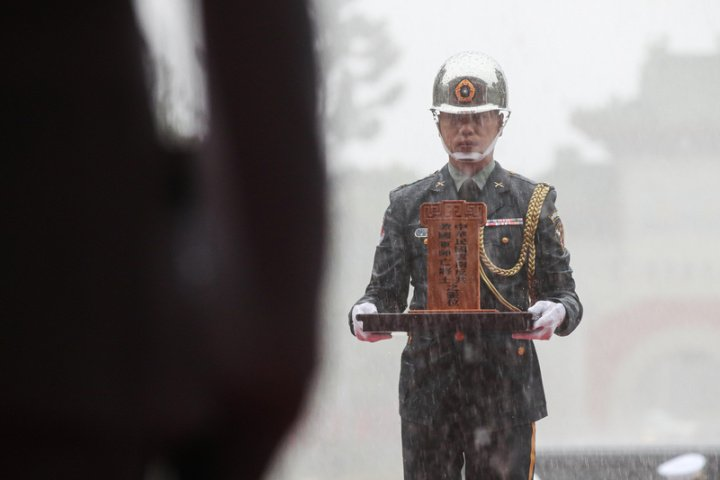
2023年6月30日中華民國雲南反共救國軍英靈在雨中入祀國民革命忠烈祠

2012年8月28日，反共救國軍其中可考之440名陣亡將士，最終入祀安位進臺北圓山國民革命忠烈祠。
2023年6月30日，可考之948名陣亡將士，入祀圓山國民革命忠烈祠。

## 相關作品
- 歷史紀實：柳元麟（口述）著：滇緬邊區風雲錄－－柳元麟將軍八十八回憶；覃怡輝《金三角國軍血淚史：1950 - 1981》；林孝庭《台海冷戰解密檔案》；Peter Dale Scott《亞細亞太平洋月刊誌》〈Operation Paper: The United States and Drugs in Thailand and Burma〉
- 戰爭小說：柏楊著：《異域》、卓元相（姜穆筆名）著：《異域烽火（上、下）》
- 電視影集：西南忠魂、金三角风云
- 電影：逃出罪恶世界、異域、孤軍、泰北中國「結」
- 論文：陳文政（2010）泰北中國「結」──從泰北華人學子的中國求學路談起
- 音乐：《美斯乐》费玉清演唱、 《亞細亞的孤兒》作詞：羅大佑 作曲：羅大佑 原唱：羅大佑 / 翻唱：王傑
- 散文：曾焰【美斯樂的故事】

## 註解
1. ↑  忠貞新村因位於平鎮、中壢交界處，故多誤植為位於中壢市（今中壢區），實際上該村屬平鎮市（今平鎮區）所轄[2]，而村旁的忠貞市場範圍則橫跨中壢及平鎮。
2. ↑  據解放軍記載，防守鐵橋投共的是170師師長「孙进贤」，孙进贤投共4日後复叛，旋战败被俘。1951年2月在云南昆明被枪决[9][10]。《異域》一書稱其為第二三七師師長「孫錦賢」。
3. ↑  《異域》一書記載「孫錦賢」是李國輝上司，李國輝拒絕與孫一起投共[11]。據解放軍記載，「孙进贤」是另一部隊170師師長。

## 外部連結
- 讀者投書－－政府鼓勵自首卻相形設限
- 四年奔走 哈薩克父子可入籍 （页面存档备份，存于）
- 內政部移民署訂定「禁止臺灣地區無戶籍國民限制再入國期間處理原則」 （页面存档备份，存于）
- 泰緬地區華裔難民權益促進會 （页面存档备份，存于）
- 中華救助總會－－關懷泰北 （页面存档备份，存于）
- 勿忘中華民國泰緬孤軍同胞專欄
- 泰北清萊光復高級中學 （页面存档备份，存于）
- 孤軍裝備展覽 （页面存档备份，存于）
- 我們都是一家人----泰北孤軍後裔 華文教學服務行動 （页面存档备份，存于）
- 台灣明愛會泰北文教組
- 異域孤軍的歷史、抗日鐵軍 （页面存档备份，存于）
- 為國賣命犧牲打戰,卻被國家拋棄的無國籍人民 （页面存档备份，存于）
- 泰北華校地圖 （页面存档备份，存于）
- 泰北中國「結」(紀錄片 Youtube官方最終版 （页面存档备份，存于）)
- 論文：陳文政（2010）泰北中國「結」──從泰北華人學子的中國求學路談起 （页面存档备份，存于）
- 散文：曾焰【美斯樂的故事】
- 雲南孤軍後代在泰國 （页面存档备份，存于）